# 圣菲奥尔
圣菲奥尔（義大利語：San Fior），是意大利威尼托大区特雷维索省的一个市镇。总面积17平方公里，人口6881人，人口密度404.8人/平方公里（2009年）。国家统计（ISTAT）代码为026072。

## 友好城市
- 法國科莱拉克-圣锡尔克